# Kazumi Kišiová
Kazumi Kišiová (japonsky 岸 一美, * 25. listopadu 1975) je bývalá japonská fotbalistka.

## Reprezentační kariéra
Za japonskou reprezentaci v letech 1998 až 2001 odehrála 9 reprezentačních utkání.

## Statistiky
| Japonsko | Japonsko | Japonsko |
| Roky     | Záp.     | Góly     |
| -------- | -------- | -------- |
| 1998     | 5        | 2        |
| 1999     | 1        | 0        |
| 2000     | 0        | 0        |
| 2001     | 3        | 0        |
| Celkem   | 9        | 2        |